# Salašské pěnovce
Salašské pěnovce jsou přírodní památka severozápadně od Salaše v okrese Uherské Hradiště ve Zlínském kraji. Předmětem ochrany jsou lesní pěnovcová prameniště s charakteristickými morfologickými tvary pěnovcových sedimentů porostlé mechovou vegetací.    

## Historie
Chráněné území vyhlásil Krajský úřad Zlínského kraje v kategorii přírodní památka s účinností od 31. prosince 2013. Území přírodní památky je využíváno k běžnému lesnickému hospodaření a je součástí myslivecké honitby.

## Přírodní poměry
Přírodní památka s rozlohou 5,9 hektaru leží v katastrálním území Salaš u Velehradu. Nachází se v Chřibech v nadmořské výšce 308–378 metrů, asi 1,5 kilometru severozápadně od Salaše. Území je součástí evropsky významné lokality Natura 2000 Chřiby.

### Abiotické poměry
Geologické podloží tvoří paleocénní horniny magurského flyše, zastoupené slepenci a pískovci soláňských vrstev. V geomorfologickém členění Česka přírodní památka leží v Chřibech, konkrétně v jejich podcelku Stupavská vrchovina a okrsku Jankovická vrchovina. Tvoří jej pruhy odolných soláňských pískovců na denudačním okraji magurského příkrovu. Krajina má charakter erozně-denudační vrchoviny se stopami staršího zarovnání na hřbetech hřebenů. Na svazích jsou patrné sesuvy se sníženinami vyplněnými vodou. Pohyb podloží se projevuje výskytem hákovitých (tzv. opilých) stromů. V těchto podmínkách se v území vyvinul půdní typ kambizem rankerová a ranker typický.
V rámci Quittovy klasifikace podnebí přírodní památka leží v mírně teplé oblasti MT11, pro niž jsou typické průměrné teploty −2 až −3 °C v lednu a 16–17 °C v červenci. Roční úhrn srážek dosahuje 600–750 milimetrů, počet letních dnů je 40–50, počet mrazových dnů se pohybuje mezi 110 a 130 a sněhová pokrývka zde leží průměrně 50–60 dnů v roce.
Předmětem ochrany jsou pěnovcová prameniště porostlá mechovou vegetací. Pěnovce v přírodní památce vytváří charakteristické tvary reliéfu (suky, brady a jazyky) a v některých místech dosahují mocnosti až několika metrů. Na některých místech se usazují sloučeniny železa.

### Flóra a fauna
Na území přírodní památky neproběhl žádný inventarizační průzkum, a proto nebyl zaznamenán výskyt chráněných nebo ohrožených druhů organismů. Území porůstá hospodářský les s dominantním smrkem ztepilým (Picea abies), doplněný modřínem opadavým (Larix decidua), bukem lesním (Fagus sylvatica) a břízou bělokorou (Betula pendula). Jako příměs roste také javor babyka (Acer campastre), javor klen (Acer pseudoplatanus) a na vlhkých místech ve spodní části svahu olše lepkavá (Alnus glutinosa). Keřové patro je chudé. Na světlejších místech roste zmlazující buk a místy ostružiník (Rubus sp.) nebo hloh (Cratageus sp.). Vzhledem ke skutečnosti, že potenciální přirozenou vegetací lokality je ostřicová bučina,  je vhodné využít zmlazení buku při obnově lesa.
Chudé je také bylinné patro, a na řadě míst zcela chybí. Na vhodných stanovištích roste lýkovec jedovatý (Daphne mezereum), karbinec evropský (Lycopus europaeus), šťavel kyselý (Oxalis sacetosela), válečka lesní (Brachypodium sylvaticum), ostřice chlupatá (Carex pilosa), popenec obecný (Glechoma hederacea), přeslička největší (Equisetum telmateia), žindava evropská (Sanicula europaea) a kapraď samec (Dryopteris filix-mas).